# AMD Am286

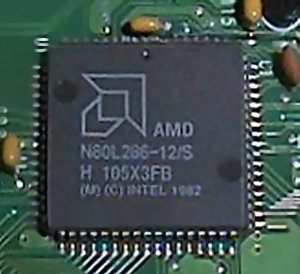
El procesador AMD Am286.

El AMD Am286 es procesador que es una copia del Intel 80286, creado con permiso de Intel. Esto fue así porque IBM quería que Intel, que era el proveedor de procesadores para el IBM PC, tuviese una segunda fuente para poder suplir la demanda en caso de problemas, por lo que obligó a Intel a licenciar su tecnología a otro fabricante, en este caso AMD.
Por lo tanto el Am286 es idéntico al Intel 80286. Posteriormente AMD lo vendió como procesador embebido.
Como curiosidad, los Am286 está marcados con la frase (M) (C) INTEL 1982, como se puede ver en la foto.